# 만쇼 미쓰루
만쇼 미쓰루(일본어: 満生 充, 1989년 4월 16일 ~ )는 일본의 전 축구 선수이다.

## 구단 경력
과거 미토 홀리호크, 후지에다 MYFC에서 활동하였다.